# Пространство Бервальда — Моора
Пространство Бервальда — Моора — дифференцируемое многообразие размерности {\displaystyle n\geqslant 2} с метрикой, определённой на касательном пространстве в каждой точке с координатами {\displaystyle (x_{1},\ldots ,x_{n})} формулой:
{\displaystyle ds=(dx_{1}\times \cdots \times dx_{n})^{\frac {1}{n}}}.
В случае {\displaystyle n=2} метрика Бервальда — Моора совпадает (с точностью до линейной замены координат) с метрикой псевдоевклидовой плоскости, однако при {\displaystyle n>2} она не является ни псевдоевклидовой метрикой, ни классической финслеровой метрикой (в последнем случае не выполнено условие положительной определённости). Несмотря на это, метрику Бервальда — Моора часто также называют финслеровой, но иногда — псевдофинслеровой.
Впервые такая метрика была рассмотрена Людвигом Бервальдом в 1927 году в письме Леви-Чивите и несколько позже — венгерским математиком Артуром Моором.
В 2010-е годы предпринимались попытки создания физической теории, альтернативной классической релятивистской физике, в которой вместо пространства Минковского используется четырёхмерное пространство Бервальда — Моора.